# Wiener Zeitungskrieg
Der so genannte Wiener Zeitungskrieg bezeichnet eine publizistische, gerichtliche und persönliche Auseinandersetzung mehrerer österreichischer Zeitungsverleger, die im März 1958 unter großer Aufmerksamkeit internationaler Medien ihren Höhepunkt fand.
Hauptakteure des Zeitungskriegs waren die Zeitungsherausgeber Fritz Molden und Ludwig Polsterer sowie die Journalisten Hans Dichand und Gerd Bacher. Die beteiligten Wiener Zeitungen waren Die Presse von Fritz Molden, der Kurier von Ludwig Polsterer und Hans Dichand sowie die Boulevardzeitungen Bild-Telegraf und Bildtelegramm.
Im Laufe der einmonatigen Schlammschlacht an den Zeitungsständen stellte sich heraus, dass die Auseinandersetzung ein durch Strohmänner ausgetragener Machtkampf zwischen den beiden österreichischen Großparteien ÖVP und SPÖ war.

## Vorbedingungen

### Die ersten Zeitungsgründungen
Nach Ende des Zweiten Weltkriegs, 1945, war die österreichische Medienlandschaft durch die jahrelange NS-Propaganda und die Zensur völlig lahmgelegt und zerstört. Die ersten Neugründungen auf dem Zeitungsmarkt wurden von den alliierten Besatzungsmächten herausgegeben, die auch Radiosender betrieben. Die drei Gründungsparteien der Zweiten Republik durften Tageszeitungen (Parteizeitungen) herausgeben: die Arbeiter-Zeitung (SPÖ), das Volksblatt (ÖVP) und die Volksstimme (KPÖ). Gemeinsam gaben die drei Parteien die Tageszeitung Neues Österreich heraus. Nur sehr langsam konnten sich angesichts der Papierknappheit und der schwierigen Wirtschaftslage unabhängige Zeitungen etablieren, an deren Bestehen die Parteien vorerst kein Interesse hatten.
Besonders spät setzte die Entwicklung einer unabhängigen Tagespresse in Wien ein. Erst 1948 schaffte es der Verleger Ernst Molden, die erste unabhängige Tageszeitung in Wien herauszugeben: Die Presse, an die traditionsreiche Neue Freie Presse angelehnt. Nach Ernst Moldens Tod 1953 führte sein Sohn Fritz Molden die Zeitung weiter. Das Blatt war als Qualitätszeitung angelegt und ist es heute noch.

### Die Entdeckung des Boulevards
Anfang der 1950er Jahre setzte österreichweit ein starker Bedeutungsverlust von Parteizeitungen und Besatzungsmedien ein, worauf in Wien zwei Boulevardzeitungen gegründet wurden.
Die erste war der Neue Kurier (heute: Kurier). Er ging 1954 aus der US-amerikanischen Besatzungszeitung Wiener Kurier hervor, die in den ersten Nachkriegsjahren die meistgelesene Zeitung des Landes gewesen war. Als die US-Amerikaner die Zeitung zum Verkauf anboten, hatte sich unter anderem auch Fritz Molden, Chef der Presse, darum beworben. Den Zuschlag bekam aber Ludwig A. Polsterer, ein österreichischer Industrieller, der gemeinsam mit dem Anwalt und ÖVP-Politiker Alfred Maleta die Zeitung kaufte. Der Neue Kurier galt fortan als unabhängig, obwohl der Anwalt Maleta im Auftrag des ÖAAB (Österreichischer Arbeiter- und Angestelltenbund) handelte, einer Teilorganisation der ÖVP. Der steirische Journalist Hans Dichand wurde als Chefredakteur von der bis heute in Graz erscheinenden Kleinen Zeitung abgeworben.
Die zweite Wiener Boulevardzeitung, der Bild-Telegraf, wurde ebenfalls 1954 von den drei Medienmachern Gustav Canaval (Herausgeber der Tageszeitung Salzburger Nachrichten), Joseph Stephan Moser (Verleger der bis heute in Innsbruck erscheinenden Tiroler Tageszeitung) und Hans Behrmann gegründet. Chefredakteur wurde Gerd Bacher.

## Frontenbildung – der folgenreiche Druckereivertrag
1955 geht es der Presse finanziell schlecht. Fritz Molden trifft daher eine gewagte Entscheidung. Er pachtet das „Pressehaus“ am Wiener Fleischmarkt, eine der bedeutendsten Druckereien Österreichs, und kann somit die Druckkosten für seine Tageszeitung entscheidend senken. Die Kapazität der Druckerei geht aber weit darüber hinaus, was seine Zeitung benötigt, und so sucht Molden nach Partnern.
Er schließt einen Druckvertrag mit dem Bild-Telegraf ab. Da die Boulevardzeitung durch den harten Konkurrenzkampf mit dem Neuen Kurier selbst finanziell schlecht dasteht, lässt Molden in den Vertrag eine spezielle Klausel einbauen: Sobald die Schulden des Bild-Telegraf zwei Millionen Schilling übersteigen, hat Molden das Recht, eine „ähnliche Zeitung“ herauszugeben.
Der Verdacht, dass die ÖVP am Konkurs des Bild-Telegraf, eines Konkurrenten des ÖVP-nahen Neuen Kurier, interessiert war und deshalb auf allen Kanälen gegen die Zeitung intrigiert hat, ist nicht bewiesen, aber auch nicht abstrus. Molden jedenfalls witterte eine Verschwörung: In Wahrheit wolle die ÖVP den Bild-Telegraf über Strohmänner kaufen, um in den Besitz beider wichtigsten Boulevardzeitungen der Stadt zu gelangen.
Molden hatte sich wegen zahlreicher ÖVP-kritischer Artikel, besonders zur Korruptionsaffäre rund um Landesparteiobmann Fritz Polcar, mit dem mächtigen ÖVP-Politiker Julius Raab zerstritten und ging nun politische Bande mit der SPÖ ein. Namens der Partei sicherte ihm der spätere Justizminister Christian Broda für den Ernstfall (den Konkurs oder den Verkauf des Bild-Telegraf an die ÖVP) finanzielle Unterstützung zu.

## Die „heiße“ Phase – März 1958
Am 12. März 1958 ist es soweit. Die Schulden des Bild-Telegraf bei Molden übersteigen die vereinbarten zwei Millionen Schilling. Mehrere Gläubiger (darunter Molden) stellen einen Antrag auf Konkurs. Die Geschäftsführung des Bild-Telegraf hingegen behauptet, Molden habe Zahlungen schlichtweg abgelehnt und den Bild-Telegraf mehr oder minder grundlos aus dem Pressehaus entfernen lassen. Es habe sich lediglich um 500.000 Schilling gehandelt, mit denen der Bild-Telegraf bei Molden verschuldet gewesen sei. Dieser Betrag wäre ohne weiteres zu begleichen gewesen.
Am 13. März 1958 erscheint statt des Bild-Telegraf zum ersten Mal das Bildtelegramm, von Fritz Molden herausgegeben, in kaum unterscheidbarem Layout. Die Zeitung ist darauf ausgelegt, die Leserschaft glauben zu machen, es habe lediglich eine Umbenennung stattgefunden. Die neue Zeitung hat denselben Preis, die gleichen Kolumnen an den gleichen Stellen und denselben Werbeslogan. Sogar die Telefonnummer der Redaktion wurde der alten nachempfunden. Nur durch eine Ziffer unterschied sie sich von der des Bild-Telegraf. Molden brachte fast die gesamte Redaktion des früheren Bild-Telegraf inklusive Chefredakteur Gerd Bacher bei der neuen Zeitung unter.
Molden behauptet, die Geschäftsführer des Bild-Telegraf hätten ihn dazu aufgefordert, die Redaktion für sein neues Blatt zu übernehmen. Daraufhin seien die Geschäftsführer in besagte Redaktion gegangen, um dem Personal zu erklären: „Wir sind am Ende, gehen Sie zu Molden.“
Am 17. März 1958 erscheint der Bild-Telegraf wieder. Herausgeber ist Ludwig A. Polsterer, der die Zeitung mit Geldern der ÖVP übernommen hat. Zur Verfügung gestellt hatte ihm die Gelder Fritz Polcar. Die Redaktion des Neuen Kurier muss nun in gleicher Besetzung plötzlich zwei statt einer Zeitung produzieren.
Nun ist die Verwirrung am Zeitungskiosk perfekt. Zwei Zeitungen mit ähnlichen Titeln und beinahe substituierbarem Layout und Inhalt liegen auf. Beide Zeitungen fokussieren in den nächsten Tagen auf ihren Titelseiten populistisch den gegenseitigen Krieg und versuchen, den jeweiligen Gegner zu diskreditieren und anzuschwärzen. Auch andere Medien schalten sich publizistisch in den Konflikt ein. Vor allem Presse und Kurier, die ja unmittelbar in den Zeitungskrieg eingebunden sind, beziehen eindeutig Stellung. So entspinnt sich ein Kampf mehrerer Zeitungen, die gekonnt Tatsachen hervorheben und ausblenden, um ihrer Leserschaft das ihnen günstigste Bild zu vermitteln. Sobald die Sache später politisch wird, schalten sich auch das ÖVP-nahe Kleine Volksblatt sowie die SPÖ-Arbeiter-Zeitung ein und polemisieren.
Aufgrund der zahlreichen Strafanzeigen, die von den verschiedenen Streitparteien wegen Diebstahls, Verleumdung, Kreditschädigung und anderer Delikte eingebracht wurden, greift am 20. März 1958 das Strafgericht ein. Die Druckplatten mit dem Titelkopf Bildtelegramm werden beschlagnahmt.
SPÖ-Vizekanzler Bruno Pittermann schlägt dem ÖVP-Bundeskanzler Julius Raab endlich vor, was die Zeitungen allseits herbeisehnen – eine Prüfung der finanziellen Verwicklungen durch den österreichischen Rechnungshof. Die SPÖ gibt zu, Molden und das Bildtelegramm finanziell zu unterstützen. Die ÖVP gesteht Beteiligungen am Bild-Telegraf ein.
Die Ausgaben der streitenden Zeitungen von den letzten Tagen werden vom Strafgericht beschlagnahmt. Dem Bildtelegramm wird untersagt, unter diesem Namen weiterhin zu erscheinen. So wird die Zeitung von nun an namenlos fortgesetzt: Wo früher das Logo zu sehen war, prangt nun der Spruch „Unser Titel wurde beschlagnahmt.“
Am 25. März 1958 endet der Wiener Zeitungskrieg. Das ehemalige Bildtelegramm stellt sein Erscheinen ein. Stattdessen erscheint die Zeitung Express mit der gleichen Redaktion.
Am 23. Juli 1958 stellt der Bild-Telegraf, der bis dahin immer noch von Hans Dichand und der Redaktion des Neuen Kurier produziert wird, sein Erscheinen ersatzlos ein.

## Folgen des Zeitungskriegs
Erstaunlicherweise hielten sich die unmittelbaren Folgen des März 1958 in Grenzen. Weder kam es zu einer Koalitionskrise zwischen SPÖ und ÖVP, noch zu einer andauernden Krise am österreichischen Zeitungsmarkt. Molden blieb bei der Presse, Dichand gründete am 11. April 1959 mit einem Kredit des ÖGB die Neue Kronen Zeitung (Olah-Affäre).
Mittelbar wird der Wiener Zeitungskrieg einerseits als eine Art Sturm und Drang des österreichischen Boulevardjournalismus eingeordnet und andererseits als ein letztes Aufbäumen der großen politischen Parteien Österreichs; als ein Versuch, ihren Einfluss im Bereich der Printmedien angesichts des langsamen Aussterbens von Parteizeitungen langfristig zu sichern. Dieser Versuch ist gescheitert.